# Jean L'Evesque de La Cassière
Jean L'Evesque de La Cassière (1502-1581) est le 51e grand maître des Hospitaliers de l'ordre de Saint-Jean de Jérusalem.
Il est né en France en 1502 et mort à Rome le 21 décembre 1581. Il est inhumé à Malte dans la co-cathédrale Saint-Jean à La Valette.

## Sources bibliographiques
- (en) Michael Galea, Grand Master Jean Levesque de la Cassiere, 1572-1581, Malta, Publishers Enterprises Group Ltd., 1994, 95 p. (ISBN 978-99909-0-037-8, OCLC 39496184)
- Bertrand Galimard Flavigny, Histoire de l'ordre de Malte, Paris, Perrin, 2006, 364 p. (ISBN 978-2-262-02115-3, OCLC 420894653, présentation en ligne)
- Ch. Hirschauer, « Recherches sur la déposition et la mort de Jean Levesque de La Cassière, Grand Maître de l'Ordre de Malte », Mélanges d'archéologie et d'histoire, vol. 31, no 1,‎ 1911, p. 75-141 (lire en ligne)